# Perditorulus abruptus
Perditorulus abruptus är en stekelart som beskrevs av Christer Hansson 1996. Perditorulus abruptus ingår i släktet Perditorulus och familjen finglanssteklar. Inga underarter finns listade i Catalogue of Life.